# Altay (tank)
De Altay is een geavanceerde Turkse gevechtstank. Het is de eerste tank die door Turkije werd ontwikkeld en maakt deel uit van MİTÜP, het "Nationaal Tank Productie Project". De tank is vernoemd naar Fahrettin Altay (1880-1974), een Turkse generaal die in de Turkse Onafhankelijkheidsoorlog vocht. De tank is ontwikkeld door Otokar, een Turkse fabrikant van bussen en militaire voertuigen, en wordt geproduceerd door BMC.

## Geschiedenis
Het MİTÜP-project werd midden jaren negentig opgezet om zelf te kunnen instaan voor de ontwikkeling, productie en onderhoud van tanks voor de Turkse landmacht. Het ging echt van start toen Otokar op 30 maart 2007 een contract van circa 375 miljoen euro ondertekende met het Ondersecretariaat voor de Defensie-Industrie om de tank te ontwikkelen en vier prototypes te bouwen. Later zouden dan 1000 voertuigen gebouwd worden in vier tranches van 250 stuks.
Turkije sloot een akkoord met Zuid-Korea voor hulp met het ontwerp en de levering van bepantsering en 120 mm-kanonnen. Dat land had immers net zelf zijn eerste tank, de K2 Black Panther, ontwikkeld. Op 29 juli 2008 werd hiertoe een contract ter waarde van ruim 400 miljoen euro ondertekend met Hyundai Rotem.
Tussen 2012 en 2014 werden de prototypes gebouwd. Ze hadden een motor van het Duitse MTU Friedrichshafen, een versnellingsbak van Renk en Rheinmetall zou mee instaan voor de productie. Duitsland beperkte echter zijn wapenexporten naar Turkije volgend op de Operatie Vredesbron in de Syrische burgeroorlog van die laatste in 2019. Hierdoor liep de productie vertraging op. De eerste tranche zou vervolgens een Zuid-Koreaanse motor van Doosan Infracore en transmissie van SNT Dynamics krijgen in afwachting van een eigen motor die ontwikkeld werd.
In november 2018 werd het contract voor de eerste tranche ondertekend. In maart 2019 volgde het eerste exportcontract met Qatar dat 100 Altays bestelde. De massaproductie van het type werd in mei 2024 opgestart.